# Mytilina videns
Mytilina videns är en hjuldjursart som först beskrevs av K.M. Levander 1894. Enligt Catalogue of Life ingår Mytilina videns i släktet Mytilina och familjen Mytilinidae, men enligt Dyntaxa är tillhörigheten istället släktet Mytilina och familjen Brachionidae. Arten är reproducerande i Sverige. Inga underarter finns listade i Catalogue of Life.